# Emballonuridae
Famille
Cette famille de chauves-souris insectivores se caractérise notamment par une queue qui coulisse dans un étui de peau. Ces animaux se rencontrent en Afrique, Australie, Asie et aussi en Amérique. Il y a 40 espèces.
Elle se dirigent grâce à un système d'écholocation en émettant des ultrasons via des vibrations complexes du larynx.

## Genres
- Balantiopteryx Peters, 1867
- Centronycteris Gray, 1838
- Coleura Peters, 1867
- Cormura Peters, 1867
- Cyttarops Thomas, 1913
- Diclidurus Wied-Neuwied, 1820
- Emballonura Temminck, 1838
- Mosia Gray, 1843
- Peropteryx Peters, 1867
- Rhynchonycteris Peters, 1867
- Saccolaimus Temminck, 1838
- Saccopteryx Illiger, 1811
- Taphozous E. Geoffroy, 1818